# وولتی ایکس‌ای-۴۱
وولتی ایکس‌ای-۴۱ (به انگلیسی: Vultee_XA-41) یک هواگرد ملخ‌پیشین تک‌موتوره از نوع تهاجم زمینی ساخت شرکت Vultee Aircraft است. هواگرد وولتی ایکس‌ای-۴۱ نخستین پروازش را در ۱۱ فوریه ۱۹۴۴ (Model 90) میلادی انجام داد. در مجموع، تعداد ۱ فروند از این هواگرد ساخته شده‌است.